# Lionel Hampton
Lionel Hampton (Louisville, 20 de abril de 1908-Nueva York, 31 de agosto de 2002) fue vibrafonista, pianista, baterista, cantante y director de orquesta de jazz estadounidense.
Hampton fue el primer vibrafonista del jazz y una de sus grandes figuras desde la década de 1930. Su estilo es fundamentalmente el del jazz clásico, o mainstream jazz, con fuertes vínculos con el jazz de las big bands, esto es, con el swing.

## Biografía esencial
Hampton comenzó como baterista, y tocó en su juventud con la Chicago Defender Newsboys' Band. Su gran ídolo fue Jimmy Bertrand (1900-1960), un baterista de los años 1920. Hampton tocó en la Costa Oeste con grupos como Curtis Mosby's Blue Blowers, Reb Spikes y Paul Howard's Quality Serenaders; con estos últimos hizo su primera grabación en 1929, antes de unirse a la banda de Les Hite (1903-1962), que durante un tiempo acompañó a Louis Armstrong. Durante una sesión de grabación en 1930, a instancias de Armstrong, Lionel, que ya había practicado previamente con él, tocó el vibráfono, siendo el primero en improvisar con tal instrumento durante una grabación.
Sería seis años después cuando Lionel Hampton se haría famoso. Tras dejar a Hite, tuvo su propio grupo en el Paradise Cafe de Los Ángeles, hasta que una noche en 1936 Benny Goodman lo vio actuar. Hampton grabó con él de forma inmediata, junto con Teddy Wilson y Gene Krupa en su famoso cuarteto. Hampton se convirtió en una de las estrellas del grupo, apareciendo en películas con Goodman, en el famoso concierto del Carnegie Hall de 1938 y cada noche en la radio. En 1937, comenzó a grabar como líder para la compañía Víctor, acompañado siempre de grandes figuras. 
Hampton estuvo con Goodman hasta 1940, a veces tocando la batería e incluso cantando. En 1940, Lionel formó su primera big band y en 1942 tuvo un gran éxito con "Flying Home". Durante el resto de la década, su orquesta fue una de las grandes favoritas del público, acercándose al R&B y mostrando la influencia del bebop desde 1944. Entre sus acompañantes, se encontraban artistas de la talla de Dinah Washington (a quien Hampton ayudó a triunfar), Dexter Gordon, Charles Mingus, Fats Navarro, Wes Montgomery, Betty Carter y otros muchos. La popularidad de Hampton le permitió seguir liderando bandas hasta mediados de la década de 1990.

## Filmografía parcial
- América a medianoche (1961)